# 채널A 뉴스현장
채널A 뉴스현장은 대한민국에서 월~금 오후 6시~7시 20분에 텔레비전으로 방송되었던 채널A의 주중 저녁 시간대 뉴스 프로그램이다.

## 채널A의 다른 뉴스 프로그램
- 채널A 아침뉴스
- 채널A 뉴스와이드
- 채널A 종합뉴스
- 채널A 뉴스 스테이션